# Leptopsilopa mianii
Leptopsilopa mianii är en tvåvingeart som beskrevs av Canzoneri och Raffone 1987. Leptopsilopa mianii ingår i släktet Leptopsilopa och familjen vattenflugor.
Artens utbredningsområde är Sudan. Inga underarter finns listade i Catalogue of Life.